# Stephen Williams (ciclista)
Stephen Williams (Aberystwyth, 9 giugno 1996) è un ciclista su strada britannico che corre per il team Israel-Premier Tech; professionista dal 2019, ha vinto il Giro di Croazia 2021, il Tour Down Under 2024, una tappa al Giro di Svizzera 2022 e la Freccia Vallone 2024.

## Palmarès

### Strada
- 2016 (JLT-Condor)

1ª tappa Suir Valley Three Day (Clonmel > Cahir)
- 2018 (SEG Racing Academy)

1ª tappa Ronde de l'Isard d'Ariège (Lorp-Sentaraille > Eycheil)
2ª tappa Ronde de l'Isard d'Ariège (Fonsorbes > Goulier-Neige)
Classifica generale Ronde de l'Isard d'Ariège
7ª tappa Giro d'Italia Under-23 (Schio > Pian delle Fugazze)
- 2021 (Bahrain Victorious, due vittorie)

5ª tappa Giro di Croazia (Porto Albona > Abbazia)
Classifica generale Giro di Croazia
- 2022 (Bahrain Victorious, una vittoria)

1ª tappa Giro di Svizzera (Küsnacht > Küsnacht)
- 2023 (Israel-Premier Tech, due vittorie)

3ª tappa Arctic Race of Norway (Hammerfest > Havøysund)
Classifica generale Arctic Race of Norway
- 2024 (Israel-Premier Tech, sei vittorie)

6ª tappa Tour Down Under (Unley > Mount Lofty)
Classifica generale Tour Down Under
Freccia Vallone
2ª tappa Tour of Britain (Darlington > Redcar)
3ª tappa Tour of Britain (Sheffield > Barnsley)
Classifica generale Tour of Britain

#### Altri successi
- 2018 (SEG Racing Academy)

Classifica scalatori Ronde de l'Isard d'Ariège

## Piazzamenti

### Grandi Giri
- Giro d'Italia

2023: 92º
- Tour de France

2024: 73º
- Vuelta a España

2020: non partito (11ª tappa)

### Classiche monumento
- Liegi-Bastogne-Liegi

2024: 66º
2025: ritirato
- Giro di Lombardia

2021: ritirato
2023: ritirato

### Competizioni mondiali
- Campionati mondiali

Ponferrada 2014 - In linea Juniores: 110º
Innsbruck 2018 - In linea Under-23: 68º
Zurigo 2024 - In linea Elite: ritirato
- Giochi olimpici

Parigi 2024 - In linea: 31º